# Putaruru
Putaruru is een stad in de regio Waikato op het Noordereiland in Nieuw-Zeeland. Het stadje ligt ca. 65 ten zuidoosten van Hamilton en in 2006 had Putaruru 3765 inwoners.
Putaruru is een stad die het economisch gezien moet hebben van de landbouw en de grote mineraalwaterbron.

## Geboren
- Lorraine Moller (1955), Langeafstandsloopster
- Sarah McLeod (1971), Toneelspeelster